# Love 'Em and Leave 'Em
Love 'Em and Leave 'Em is een stomme film uit 1926 onder regie van Frank Tuttle. De film is gebaseerd op het toneelstuk van John V.A. Weaver en kreeg in 1929 een remake, die werd uitgebracht onder de titel The Saturday Night Kid. De film bevat een figurantenrol van de toen nog onbekende Anita Page.

## Verhaal
Twee rivalerende zussen hebben het gemunt op dezelfde man. Mame en Jane werken samen in een warenhuis en gaan de strijd aan. Ze hebben allebei zo hun eigen tactieken en zo hun eigen redenen om de man te versieren.

## Rolverdeling
| Acteur           | Personage        |
| ---------------- | ---------------- |
| Evelyn Brent     | Mame Walsh       |
| Louise Brooks    | Janie Walsh      |
| Lawrence Gray    | Bill Billingsley |
| Osgood Perkins   | Lem Woodruff     |
| Arthur Donaldson | Mr. McGonigle    |